# Ruiter (Waasmunster)
De Ruiter is een gehucht in de Belgische gemeente Waasmunster. Het ligt zo'n drie kilometer ten westen van het centrum van Waasmunster, tussen het dorp en Lokeren.

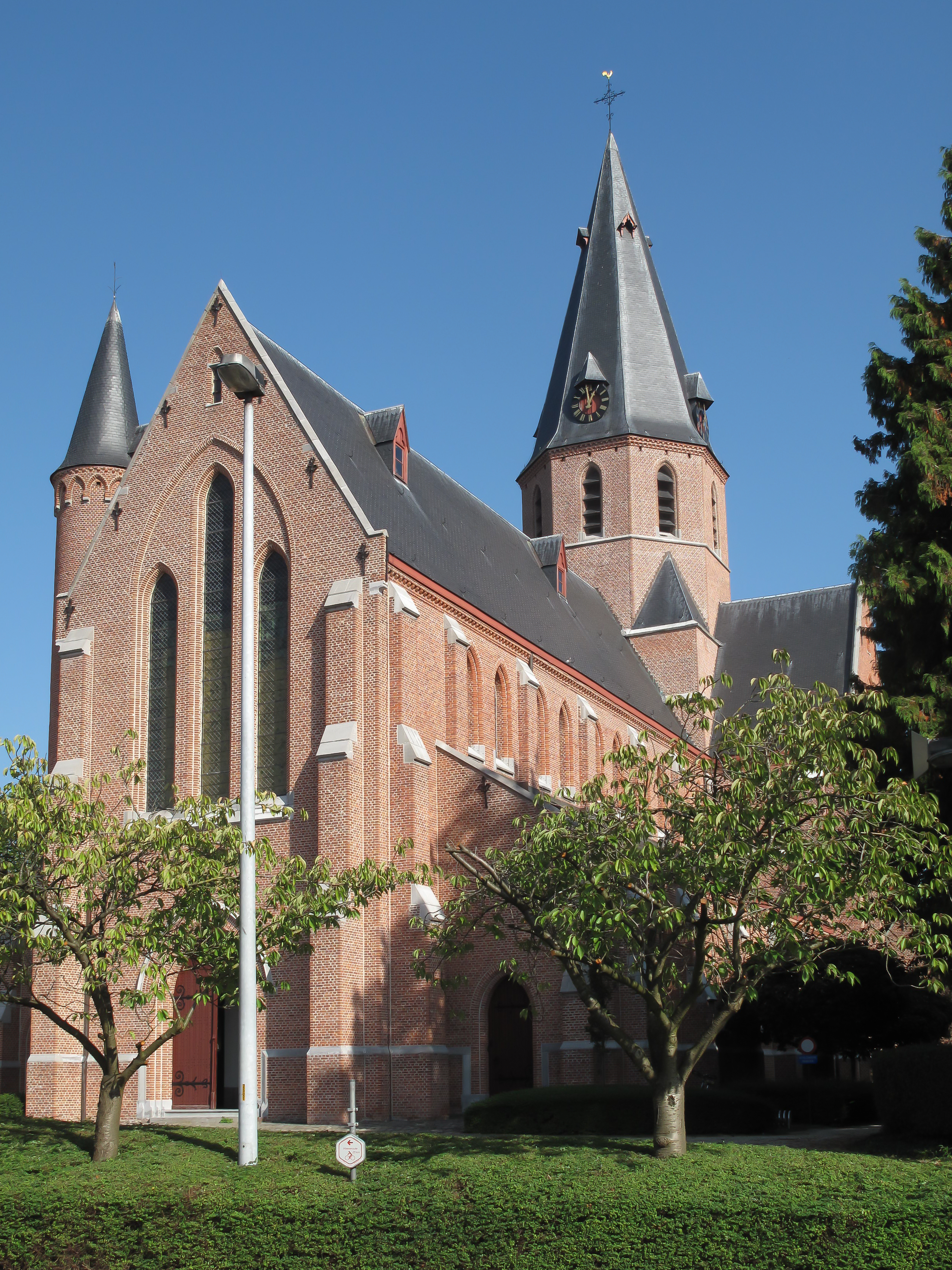
Sint-Jan-Baptistkerk

## Geschiedenis
Door het landelijk gebied liep vroeger in west-oostrichting een heerweg Gent-Antwerpen, de Hoge Heerweg of huidige Oudeheerweg. Iets zuidelijk liep de Lage Heerweg Gent-Antwerpen.
Aan een kruispunt op de Hoge Heerweg ontstond een klein gehuchtje, dat vroeger onder meer onder de naam Podts bekendstond. Al in 1601 werd hier een huis en herberg met die naam vermeld. In 1734 werd een herberg met de naam Zwarte Ruiter vermeld, waaraan het huidig gehucht zijn naam ontleed. De Ferrariskaart uit de jaren 1770 toont hier nog maar een beperkte bebouwing en geeft geen plaatsnaam, maar duidt wel een windmolen aan, de Podtsmolen. De Atlas der Buurtwegen uit het midden van de 19de eeuw toont een gelijkaardige situaties en duidt de windmolen aan.
Het gehucht groeide uit en in 1867 werd er een gemeentelijke jongensschool opgericht. In 1877-1880 werd een kerk opgetrokken, gewijd aan Sint-Jan Baptist. Ook een pastorie en een parochie schooltje voor meisjes werden in die periode opgetrokken. In 1886 werd de Ruiter een zelfstandige parochie. De Podtsmolen werd vernield door een storm in 1916.
Begin jaren 70 werd het gebied tussen Ruiter en het centrum van Waasmunster in noord-zuidrichting doorsneden door de autosnelweg E3, nu A14/E17.

## Bezienswaardigheden
- de beschermde Sint-Jan-Baptistkerk
- de beschermde pastorie

## Nabijgelegen kernen
Lokeren, Waasmunster, Belsele